# Mago Chalupa
El Mago Chalupa (inicialmente llamado "Mago Azufrito") es el embajador plenipotenciario de los Reyes Magos en Ponferrada, El Bierzo. Se representa como un hombre negro, en parte relacionado con la extracción del carbón en esta comarca.
A mediados de los años 60 la Cabalgata de Reyes de Ponferrada se organizaba desde la emisora de Radio Juventud. Como forma de financiación para poder llevarla a cabo se puso en marcha un programa en el que, por las tardes, el Mago Chalupa contestaba a las cartas de los niños del municipio. Los padres, que aportaban un donativo, llevaban a la emisora estas cartas escritas por los niños junto con algunos datos personales sobre su comportamiento, gustos o manías para que las pudiera utilizar en la respuesta. El locutor de Radio Juventud de Ponferrada, ya fallecido, Ignacio Linares, fue su creador y era quien daba voz al Mago Chalupa leyendo las cartas recibidas y, con los datos aportados por los padres, respondía a cada niño en particular, atendiendo sus peticiones y dando consejos para que se portaran mejor. El impacto que producía en cada niño al oír su nombre, su carta y al identificarse en los comentarios de aquel mágico personaje, hizo que pasase a formar parte del imaginario de los ponferradinos.
Se hizo tan popular que desde entonces acompaña a los Reyes Magos en todas sus visitas, teniendo su propia carroza en la Cabalgata del 5 de enero, cuestión que sorprende a los turistas al encontrar cuatro Reyes Magos. Incluso los políticos ponferradinos, en sus deseos para el año nuevo, lo incluyen como destinatario de sus tradicionales misivas, con deseos para siguiente año, a los Reyes Magos.